# Grumento Nova
Grumento Nova è un comune italiano di 1 516 abitanti della provincia di Potenza in Basilicata. La sua denominazione ufficiale fu, fino al 1932, Saponaria di Grumento (o semplicemente Saponaria), e il nome dei suoi abitanti saponaresi. Nei pressi si trovano i resti dell'antica città romana di Grumentum, di cui è visitabile l'area archeologica con il museo archeologico nazionale dell'Alta Val d'Agri.

## Geografia fisica
Sorge a 780 m s.l.m. in Val d'Agri nella parte centro-occidentale della provincia.
Confina con i comuni di: Moliterno, Sarconi (7 km), Tramutola (13 km), Viggiano (14 km), Montemurro (16 km), Spinoso (17 km) e Marsicovetere (18 km).

## Storia
La città venne fondata con il nome di Saponaria nel 954 d.C., da una colonia di abitanti provenienti da Grumentum, fuggiti dalla loro città a causa delle invasioni saracene avvenute intorno all'anno 878. La città romana di Grumentum fu definitivamente distrutta nell'anno 1031. Roberto d'Altavilla, primo signore di Saponaria, costruì sulla cima del colle di Saponaria un ben munito castello attorno al quale si formò un altro nucleo urbano che si chiamò Borgo. Questi due primitivi nuclei di abitazioni (il Borgo e il Casaletto) si fusero in un unico centro che si chiamò Saponaria. Gli Altavilla (o Hauteville) erano una famiglia Normanna originaria della Francia settentrionale. La presenza di Roberto è documentata per la prima volta, quale Conte di Montecaveoso (Montescaglioso), nel 1055. Dopo la sua morte, al figlio Guglielmo andarono Polla, Brienza e Saponaria. Successivamente Saponaria passò sotto il dominio di Federico II di Svevia. L'imperatore si scontrò con il papa Innocenzo IV che riuscì a fomentare la rivolta di molti feudatari, fra cui i Fasanella, i Sanseverino, i De marra e i Francisco. L'azione di costoro è passata alla storia come la Congiura di Capaccio del 1246. La capeggiava Pandolfo di Fasanella e vi partecipò anche Tommaso, Signore di Saponaria.
Nel 1254, Saponaria passò nelle mani dei Sanseverino e fu saccheggiata per volere di Manfredi, figlio di Federico II, poiché i nuovi feudatari parteggiavano per gli angioini. Nel 1267, il sovrano Carlo I d'Angiò ridiede la città al conte Ruggero Sanseverino, la cui stirpe la governò fino al 1806.
Dopo la conquista francese, Tommaso di Saponara fu nominato da Giuseppe Bonaparte ministro del Regno di Napoli. In epoca risorgimentale, vi furono diversi cittadini di Saponara che parteciparono attivamente ai moti liberali del 1820-1821 (con Gherardo Ceramelli), del 1848 (con Antonio De Cilla) e all'attività mazziniana del 1853 (con Giulio Cesare Giliberti).
Nel 1857 la città venne distrutta da un terremoto, che provocò più di 2000 vittime. A seguito dell'unità d'Italia fu anch'essa influenzata dal fenomeno del brigantaggio: alcuni dei briganti più noti furono Donato "Caronza" Toscano e Diego "Lineo" Di Rago. Con regio decreto del 21 aprile 1863, il nome della città fu cambiato in Saponara di Grumento e, il 3 novembre 1932, nell'attuale Grumento Nova.

## Monumenti e luoghi di interesse

### Il castello Sanseverino
Il castello Sanseverino è stato costruito nella seconda metà dell’XI secolo dai Conti di Montescaglioso, primi feudatari di Saponara. Il Conte Roberto costruì la sua residenza sul cocuzzolo centrale del colle e tutto intorno sorse un Borgo. Venne poi costruita una cinta muraria con sette porte. Con l'affermarsi dei Sanseverino di Saponaria, il castello ebbe numerosi ampliamenti. Nel catasto onciario del 1749 si legge: "L'illustre Luiggi Sanseverino... Possiede un palazzo sopra duecento stabili per uso di abitazione, con giardino adiacente".
Esso si sviluppava dall'attuale Largo Umberto I sino all'odierna Piazza Municipio. Intorno al 1700 fu completamente ristrutturato dal principe Carlo Maria Sanseverino e con lui il Castello raggiunse la sua massima estensione e magnificenza. Egli fece costruire ex novo l'ampio salone di corte, l'unica parte ancora rimasta in piedi del Palazzo feudale. Al giardino si accedeva attraverso una scalinata, di cui sono rimaste le tracce in via Roma. La definitiva sistemazione, data da Carlo, comprendeva dodici appartamenti e un "teatro leggiadro pe' drami musicali e comedie" di cui il principe era appassionato cultore ed autore. Il principe Carlo Maria aveva fatto rappresentare una sua commedia musicale intitolata Eliododro in occasione del matrimonio della figlia Aurora.
Alla scuderia del castello si accedeva dall'ampio spiazzo, chiamato steccato (oggi Largo Umberto I) e poteva ospitare ben centoventidue cavalli. Ai lati della scuderia c'erano due alte torri di cui non resta traccia. Sul terrapieno sovrastante la scuderia c'era un ampio cortile munito di cisterna ancora esistente.

### Architetture religiose

#### Chiesa Madre di Sant'Antonino Vescovo e Martire

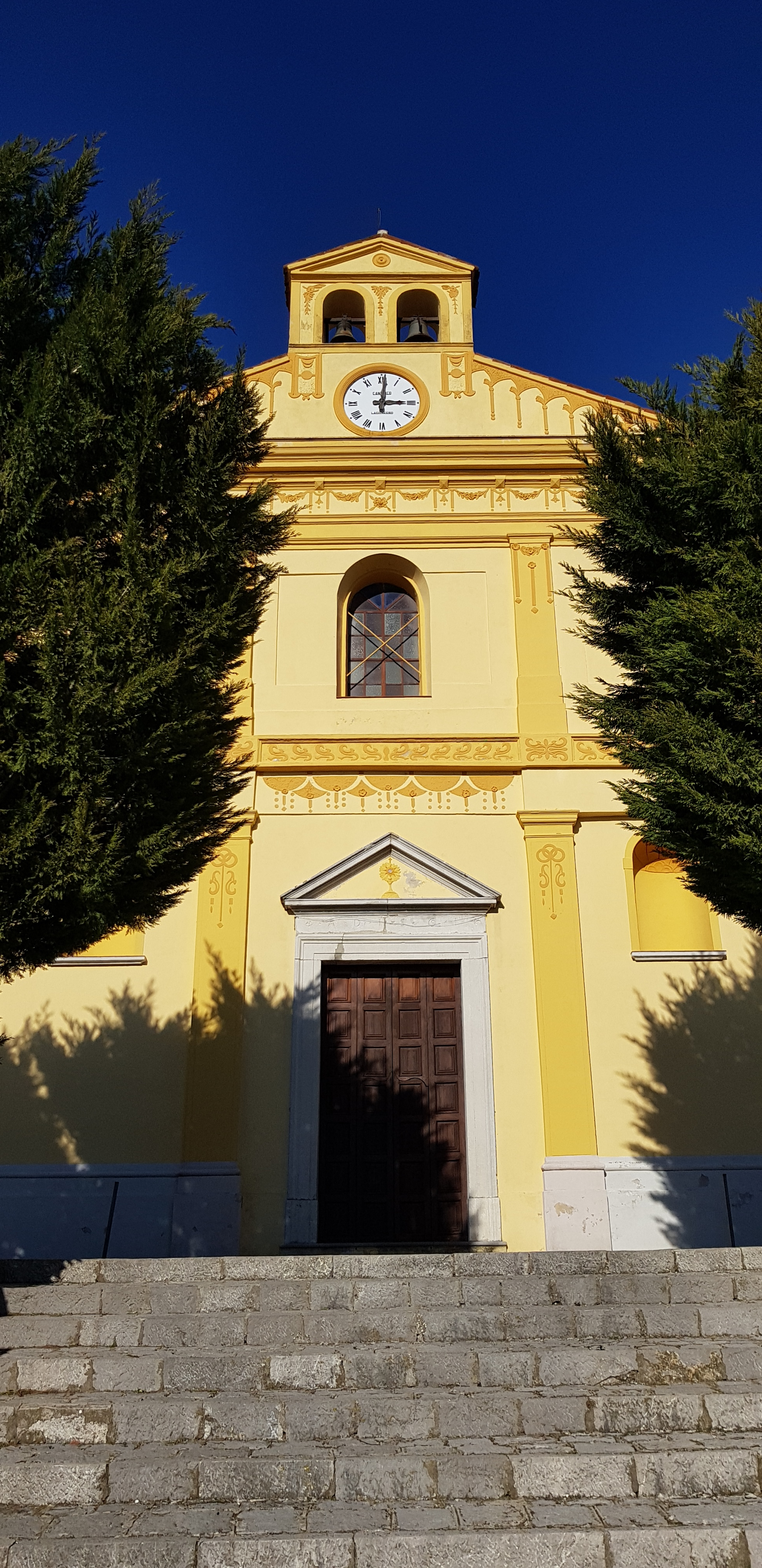
Chiesa Matrice di Grumento

La Chiesa Matrice di Grumento Nova si trova sulla parte nord del colle su cui sorge il paese. Fu costruita nell’anno 1118 su un preesistente tempio pagano e consacrata a Antonino di Apamea (Siria), il cui culto venne importato in Saponara da Guglielmo d'Altavilla, suo Feudatario, o, secondo un’altra ipotesi, dalla Francia dai monaci cistercensi al seguito di Ildebrando di Soana, divenuto poi Papa con il nome di Gregorio VII.
La prima ristrutturazione del 1561 fu attuata dall'arciprete Bernardino Giliberti. Nel 1604 venne costruita, sulla destra, dalla famiglia Cotino, una cappella dedicata al SS. Crocefisso. A questa data risalgono le pitture parietali nella botola a destra, all'interno della chiesa. Nel 1609 venne completato il campanile di tre piani. Bernardino Cioffi, primo arciprete mitrato di Saponara, vi fece collocare una grandissima campana. Nel 1635 invece, l’arciprete Giovanni Francesco Danio fece eseguire l’ampliamento del braccio destro della chiesa con la costruzione di tre nuove cappelle.
A quell'epoca la chiesa aveva le seguenti caratteristiche architettoniche:
- la facciata di stile romanico rivestita in opus reticolatum;
- la navata fiancheggiata da una doppia fila di tre cappelle più piccole;
- il soffitto costituito da tavole corniciate;
- il coro, a pianta quadrata, della stessa larghezza della navata.

Quest'ultimo accoglieva sedici sedili grandi di noce e quattordici piccoli, destinati ai sacerdoti del Capitolo.
Al centro c'era l'altare maggiore costituito da cinque nicchie di legno contenenti a sinistra le statue di S. Paolo e S. Stefano e al centro in alto S. Michele Arcangelo e in basso un armadio con il corpo di S. Giovenzio.
Le cappelle erano sotto lo jus patronato delle famiglie nobili del posto, che avevano il diritto di farsi seppellire lì.
Il terribile terremoto del 16 dicembre 1857 rase al suolo la Chiesa che venne ricostruita negli anni successivi.
Oggi la facciata è di stile neoclassico, con campaniletto a vela e la chiesa presenta le seguenti caratteristiche architettoniche: pianta a croce latina, asse trasversale lunga 22 metri, navata larga 13 metri, abside semicircolare, campanile a base quadrata. Si ignora il nome del suo architetto.

#### Altre chiese
- Chiesa di San Laverio Protomartire
- Chiesa della Madonna del Monserrato
- Chiesa della Madonna del Grumentino
- Chiesa di San Giovanni
- Chiesa della Madonna del Rosario
- Chiesa di San Giuseppe: distrutta dal terremoto del 1857, fu ricostruita nel 1860 (come si legge sulla scritta nella scritta sulla porta d'ingresso) da Andrea Giliberti; oggi è nota come Cappella Giliberti.
- Chiesa di Santa Caterina da Siena

## Società

### Evoluzione demografica
Abitanti censiti

## Cultura

### Archivi e biblioteche

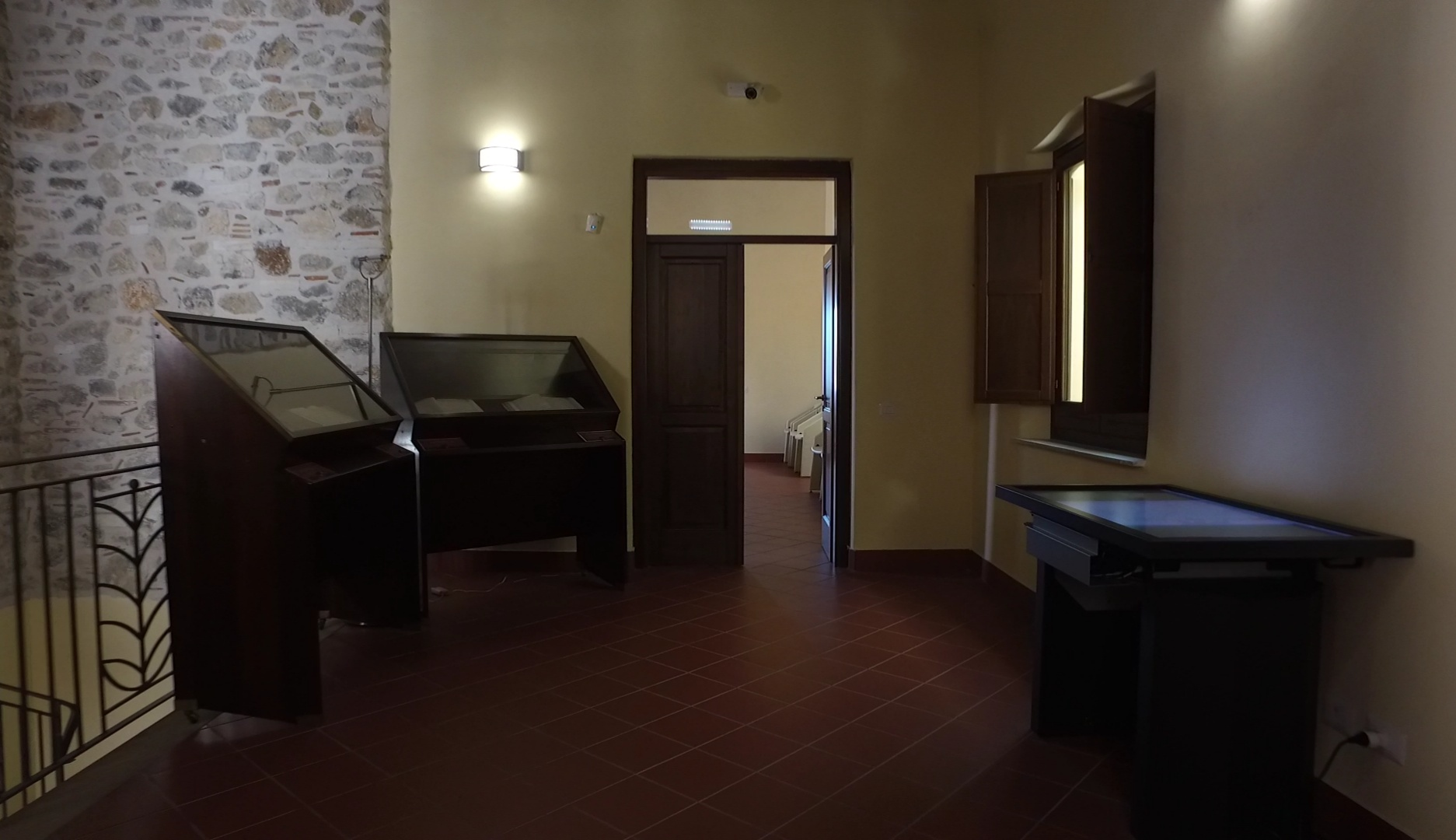
Biblioteca comunale Carlo Danio di Grumento Nova

La biblioteca di Grumento nacque intorno al XVII secolo per mano di Carlo Danio, nipote del famoso giurista Amato Danio, il quale contribuì alla sua fondazione. Amato Danio, grazie al fervore culturale che si era sviluppato nell'antica Saponaria, all'interesse per la vicina colonia di Grumentum e al suo amore per la terra natia, approfondì a Napoli vari studi su questa cittadina e li diffuse attraverso l'insegnamento anche ai giovani valdagrini trasferitisi lì. Alla morte di Amato Danio fu suo nipote Carlo Danio, arciprete della Collegiata Insigne, a ricevere la sua eredità culturale: egli trasferì la biblioteca da Napoli a Saponaria e la mise a disposizione degli studiosi, costruendo accanto ad essa un museo contenente antichi reperti di Grumentum.
Questa biblioteca, nonostante le innumerevoli perdite, resta una delle più fornite in Basilicata per quanto concerne le opere antiche: sono presenti libri risalenti al XV secolo, i primi a essere stampati con la stampante a caratteri mobili. Dal 2018 la biblioteca è situata nello storico palazzo Giliberti (appartenuto alla famiglia Gilbert).
Oggi il palazzo si articola su due piani: il piano inferiore ospita la collezione moderna, contenente circa 2000 testi, ed una serie di risorse multimediali; il piano superiore, invece, è dedicato all'esposizione del patrimonio librario antico, contenente 2205 libri.

## Sport

### Calcio
A.S.D Real Grumento 2023 società dilettantistica che attualmente milita nel campionato di seconda categoria Lucana.